# MÁV-Baureihe V63
Die MÁV-Baureihe V63 (ab 2011 630) der ungarischen Staatsbahn Magyar Államvasutak (MÁV) ist die stärkste in Ungarn gebaute Elektrolokomotive. Sie trägt den Spitznamen „Gigant“.

## Geschichte
Bis Ende der 1970er Jahre waren 20 Prozent des gesamten Streckennetzes in Ungarn elektrifiziert. Deshalb wurde es nötig, eine Lokomotive für schwere Personen- und Güterzüge zu entwickeln. 1971 hat die MÁV den Ganz-Mávag beauftragt, eine Thyristor-Lokomotive herzustellen, die bis zur Jahrtausendwende für schwere Züge benutzt werden kann. Die erste „Gigant“ begann ihren Dienst 1975. Die ersten beiden Prototypen (V63 001 und V63 002) wurden noch mit Elektronik aus dem Nichtsozialistischen Wirtschaftsgebiet ausgerüstet. Die letzte Lok war die V63,056.
Obwohl sie in Ungarn als eine starke Lokomotive zählt, ist sie zugleich eine der schwächsten sechsachsigen Lokomotiven der Welt. Die Vorteile der Lokomotive sind die leichte Bedienung, der relativ geräuscharme Betrieb und die hohe Zuverlässigkeit.
Anfang der 1990er Jahre wurde die Strecke 1 (Budapest–Győr–Hegyeshalom) modernisiert und die Geschwindigkeit erhöht. Da die MÁV zu diesem Zeitpunkt keine Hochgeschwindigkeitslokomotive besaß, wurden zwischen 1992 und 1996 elf Maschinen der Baureihe V63 umgebaut. Die neuen Loks sind für 160 km/h ausgelegt; ihre Ordnungszahl wurde als V63.1 um 100 erhöht. Bis zum Einsatz der 470-Serie wurde der internationale Zugverkehr nach Wien mit dieser Serie bespannt.

## Einsatz
Die Baureihe V63 ist in Budapest-Ferencváros, Nyíregyháza, und Dombóvár stationiert und bespannen meistens internationale Schnellzüge und schwere Güterzüge. Die modernisierten Fahrzeuge werden auf der Bahnstrecke Budapest–Hegyeshalom verwendet.